# أنطونيو هيرناندو
أنطونيو هيرناندو هو سياسي إسباني، ولد في 4 نوفمبر 1967 في مدريد في إسبانيا. نشط حزبياً في الحزب الاشتراكي العمالي الإسباني.

## مناصب
- في الانتخابات العمومية الإسبانية 2011 [الإنجليزية]‏، انتخب عضو مجلس النواب الإسباني  [لغات أخرى]‏ عن دائرة مدريد [الإنجليزية]‏ خلال فترته النيابية  [لغات أخرى]‏ (1 ديسمبر 2011 – 13 يناير 2016).
- في الانتخابات العمومية الإسبانية 2008 [الإنجليزية]‏، انتخب عضو مجلس النواب الإسباني  [لغات أخرى]‏ عن دائرة مدريد [الإنجليزية]‏ خلال فترته النيابية  [لغات أخرى]‏ (25 مارس 2008 – 13 ديسمبر 2011).
- في الانتخابات العمومية الإسبانية 2004 [الإنجليزية]‏، انتخب عضو مجلس النواب الإسباني  [لغات أخرى]‏ عن دائرة مدريد [الإنجليزية]‏ خلال فترته النيابية  [لغات أخرى]‏ (27 أبريل 2004 – 1 أبريل 2008).
- في الانتخابات العامة الإسبانية 2016 [الإنجليزية]‏، انتخب عضو مجلس النواب الإسباني  [لغات أخرى]‏ عن دائرة مدريد [الإنجليزية]‏ خلال فترته النيابية  [لغات أخرى]‏ (13 يوليو 2016 – 5 مارس 2019).
- في الانتخابات العامة الإسبانية 2015 [الإنجليزية]‏، انتخب عضو مجلس النواب الإسباني  [لغات أخرى]‏ عن دائرة مدريد [الإنجليزية]‏ خلال فترته النيابية  [لغات أخرى]‏ (5 يناير 2016 – 19 يوليو 2016).